# Computer TV Game
La Computer TV Game est le cinquième modèle Color TV-Game de Nintendo. Elle sort au début de l'année 1980 au prix de 48 000 ¥.
Elle dispose de deux panneaux de quatre boutons chacun, ainsi qu'un panneau central avec quelques boutons pour le réglages des options, et propose un portage du jeu d'arcade Computer Othello, en mode solo contre l'ordinateur ou en mode multijoueur.
Cependant, sortis en même temps, les Game and Watch de Nintendo ont du succès à l'époque, et la Computer TV Game, basée sur une architecture vieille et coûteuse, est vite délaissée par le constructeur japonais. La console passa donc inaperçue lors de sa sortie.
Le retard technologique de la console est également important. Elle ne peut pas afficher de ronds à l'écran et ses pions d'Othello sont donc en forme de croix et de carrés, l'adaptateur secteur pèse à lui seul deux kilogrammes et le processeur est si peu performant que n'importe quel joueur pouvait battre l'ordinateur en difficulté élevée.
La Computer TV Game est la dernière machine de la série des Color TV Game, et la dernière console de salon sans cartouches de Nintendo.